# Jadwiga Śliwka
Jadwiga Anna Śliwka (ur. 3 listopada 1977 w Katowicach) – polska biolog i agronom, profesor nauk rolniczych, profesor zwyczajny Instytutu Hodowli i Aklimatyzacji Roślin.

## Życiorys
Absolwentka IV Liceum Ogólnokształcącego w Katowicach. W trakcie nauki w szkole średniej wykonała swoją pierwszą pracę badawczą, a także została laureatką XXIV (1995) i finalistką XXV Centralnej Olimpiady Biologicznej (1996). W 2001 ukończyła studia biologiczne na Uniwersytecie Jagiellońskim. Doktoryzowała się w 2005 w Instytucie Hodowli i Aklimatyzacji Roślin pod kierunkiem prof. Waldemara Marczewskiego. Stopień naukowy doktora habilitowanego uzyskała w 2013 w IHiAR w oparciu o jednotematyczny cykl pięciu publikacji pt. Identyfikacja i charakterystyka ekspresji genów odporności na Phytophthora infestans (Mont.) de Bary oraz ich wykorzystanie w hodowli ziemniaka uprawnego Solanum tuberosum L. Tytuł naukowy profesora nauk rolniczych otrzymała 28 września 2018.
Od 2001 związana z Instytutem Hodowli i Aklimatyzacji Roślin, w którym doszła do stanowiska profesora zwyczajnego (2019). W 2009 została kierowniczką Pracowni Badania Odporności na Grzyby i Bakterie, przekształconej następnie w Pracownię Patogenów Ziemniaka i, od roku 2022, w Zespół Patogenów Ziemniaka. Ponadto została członkinią rady naukowej IHiAR.
Specjalizuje się w agronomii. Opublikowała ponad 50 prac oryginalnych i ok. 70 komunikatów naukowych. Wypromowała troje doktorów nauk rolniczych. W latach 2017–2022 była prezeską European Association for Potato Research.
W 2016 została odznaczona Brązowym Krzyżem Zasługi.
Wybrane publikacje:
1.  Śliwka J, Wasilewicz-Flis I, Jakuczun H, Janiszewska M, Smyda-Dajmund P, McLean K, Zimnoch-Guzowska E, Bryan GJ, Sharma SK (2025) Historical data provide new insights into inheritance of traits important for diploid potato breeding. Planta 261: 69. https://doi.org/10.1007/s00425-025-04618-z
2.  Paluchowska P, Lim Rossmann S, Lysøe E, Janiszewska M, Michalak K, Heydarnajad Giglou R, Torabi Giglou M, Brurberg MB, Śliwka J, Yin Z (2024) Diversity of the Rysto gene conferring resistance to potato virus Y in wild relatives of potato. BMC Plant Biology 24: 375. https://doi.org/10.1186/s12870-024-05089-2
3.  Janiszewska M, Smyda-Dajmund P, Sobkowiak S, Michałowska D, Śliwka J (2023). Tuber flesh colour, enzymatic discolouration, dormancy and late blight resistance of 29 tuber-bearing accessions of Solanum spp. Potato Research 66(1): 1–21 https://doi.org/10.1007/s11540-022-09558-9
4. Azil N, Stefańczyk E, Sobkowiak S, Chihat S, Boureghda H, Śliwka J (2021) Identification and pathogenicity of Fusarium spp. associated with tuber dry rot and wilt of potato in Algeria. European Journal of Plant Pathology 159 (3):495-509. https://doi.org/10.1007/s10658-020-02177-5
5. Stefańczyk E, Plich J, Janiszewska M, Smyda-Dajmund P, Sobkowiak S, Śliwka J (2020) Marker-assisted pyramiding of potato late blight resistance genes Rpi-rzc1 and Rpi-phu1 on di- and tetraploid levels. Molecular Breeding 40 (9). https://doi.org/10.1007/s11032-020-01169-x
6. Stefańczyk E, Brylińska M, Brurberg MB, Naerstad R, Elameen A, Sobkowiak S, Śliwka J (2018) Diversity of Avr-vnt1 and AvrSmira1 effector genes in Polish and Norwegian populations of Phytophthora infestans. Plant Pathology 67 (8):1792-1802. https://doi.org/10.1111/ppa.12875
7. Hara-Skrzypiec A, Śliwka J, Jakuczun H, Zimnoch-Guzowska E (2018a) QTL for tuber morphology traits in diploid potato. Journal of Applied Genetics 59 (2):123-132. https://doi.org/10.1007/s13353-018-0433-x
8.  Hara-Skrzypiec A, Śliwka J, Jakuczun H, Zimnoch-Guzowska E (2018b) Quantitative trait loci for tuber blackspot bruise and enzymatic discoloration susceptibility in diploid potato. Molecular Genetics and Genomics 293 (2):331-342. https://doi.org/10.1007/s00438-017-1387-0
9.  Stefańczyk E, Sobkowiak S, Brylińska M, Śliwka J (2017) Expression of the potato late blight resistance gene Rpi-phu1 and Phytophthora infestans effectors in the compatible and incompatible interactions in potato. Phytopathology 107 (6):740-748. https://doi.org/10.1094/PHYTO-09-16-0328-R
10. Stefańczyk E, Sobkowiak S, Brylińska M, Śliwka J (2016) Diversity of Fusarium spp. associated with dry rot of potato tubers in Poland. European Journal of Plant Pathology 145 (4):871-884. https://doi.org/10.1007/s10658-016-0875-0
11. Brylińska M, Sobkowiak S, Stefańczyk E, Śliwka J (2016) Potato cultivation system affects population structure of Phytophthora infestans. Fungal Ecology 20:132-143. https://doi.org/10.1016/j.funeco.2016.01.001